# Нейт (ураган)
Ураган «Нейт» (англ. Hurricane Nate) — одно из самых масштабных стихийных бедствий в истории Коста Рики. Необычайно быстро движущийся тропический циклон, который вызвал сильное наводнение в Центральной Америке, приведшее к массовым разрушениям и жертвам в начале октября 2017 года, прежде чем обрушиться на побережье Мексиканского залива в США.
Двигаясь на северо-запад со скоростью 29 миль в час (47 км/ч), Нейт был самой быстро движущейся тропической системой, когда-либо зарегистрированной в Мексиканском заливе. Это также четвёртый атлантический ураган 2017 года, обрушившийся на сушу в Соединенных Штатах с 2005 года. Кроме того, Нейт стал первым тропическим циклоном, обрушившийся на берег в штате Миссисипи после урагана Катрина.
В общей сложности было зафиксировано 48 смертей: 16 смертей были зарегистрированы в Никарагуа, 14 в Коста Рике, 5 в Гватемале, 7 в Панаме, 3 в Гондурасе, 1 в Сальвадоре и 2 в Соединённых штатах.